# Муниципалитет (Израиль)

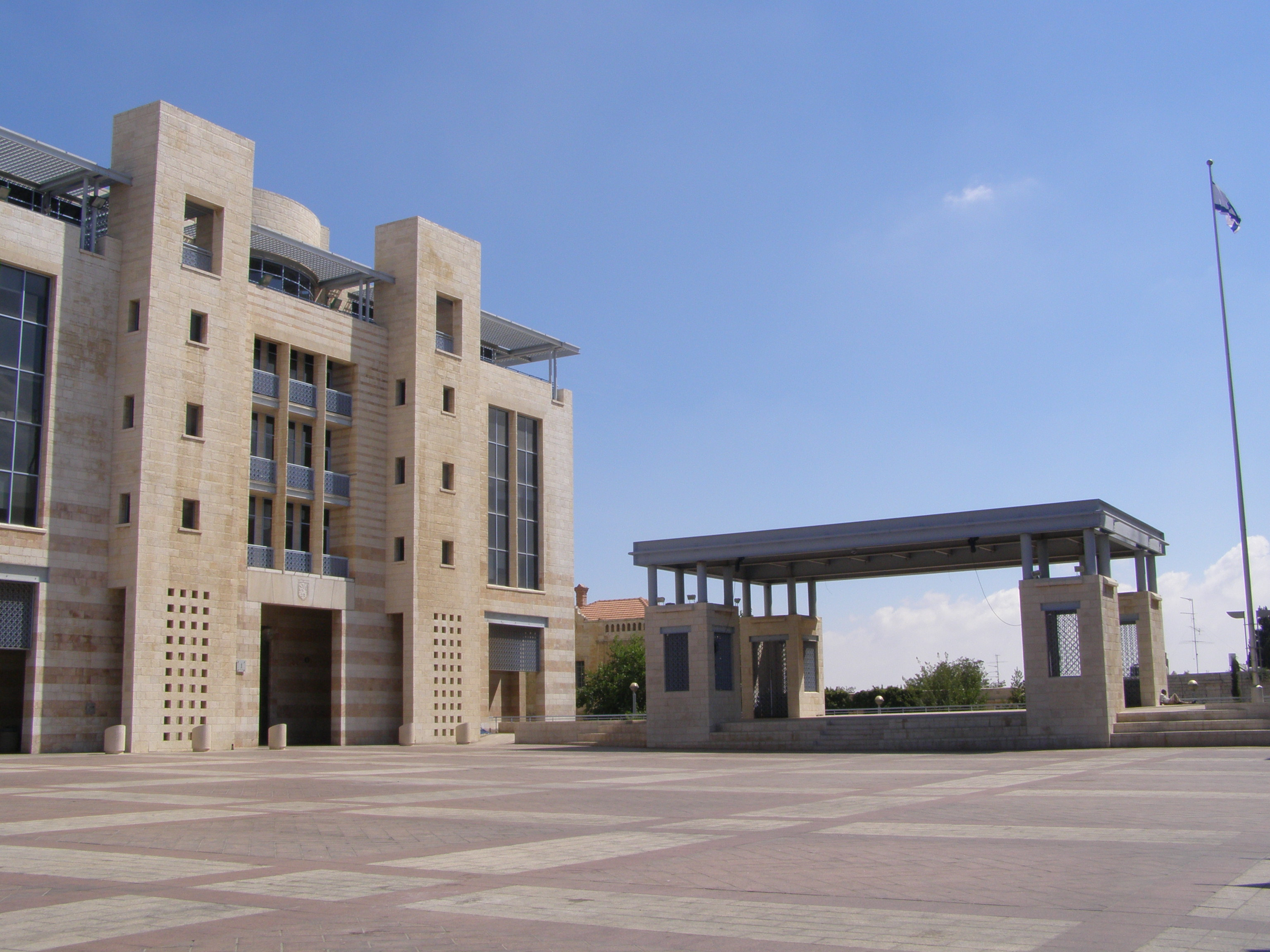
Здание муниципалитета Иерусалима

Муниципалитет в Израиле (ивр. עִירִיָּה‎) — официальный орган управления городом в системе местного самоуправления Израиля.
Статус муниципалитета может быть предоставлен министром внутренних дел как правило, населённому пункту городского типа (определяется по соотношению в нём жилых, коммерческих и промышленных районов) с численностью населения более 20 тысяч.
Мэры городов и члены городских советов избираются каждые пять лет.